# Русник Роман Васильович
Рома́н Васи́льович Русник (29 липня 1998, с. Луг Закарпатської області — 9 березня 2022)  — старший лейтенант Збройних сил України, відзначився у ході російського вторгнення в Україну, Герой України з удостоєнням ордена «Золота Зірка» (посмертно).

## Життєпис
Народився 29 липня 1998 року в селі Луг Закарпатської області. З дитинства мріяв стати військовиком. Після закінчення 9 класу у 2013 році вступив до Мукачівського військового ліцею з посиленою військово-фізичною підготовкою імені Героя Красного Поля. Після закінчення ліцею вступив до Національної академії Сухопутних військ імені гетьмана Петра Сагайдачного. У 2020 році був учасником АТО і ООС. Служив командиром роти вогневої підтримки військової частини А-1778.
Під час російського вторгнення в Україну старший лейтенант Роман Русник зі своїм підрозділом обороняв околиці міста Кремінна на Луганщині.
9 березня 2022 року, помітивши неподалік наших позицій диверсійно-розвідувальну групу (ДРГ) росіян, він на чолі одного відділення висунувся в той бік і знищив ворога вогнем зі стрілецької зброї. Після чого залишився на відвойованій позиції для подальшої розвідки.
Росіяни відправили на місце бою цілий взвод, і наші бійці зустріли його вогнем, завдавши ворогу значних втрат. Однак оскільки сили були надто нерівними, Роман Русник наказав відділенню відступити, а сам залишився прикрити товаришів вогнем. Фактично він одноосібно вів далі бій з ворогом і відволік його вогонь на себе. Перші бійці відділення, які успішно відійшли, одразу зв'язалися з бронегрупою, яка рвонула на підмогу і знешкодила росіян. Частину ворогів знищили, ще частина втекла. На жаль, внаслідок бою старший лейтенант загинув. Він до останнього прикривав відхід товаришів, пожертвував заради них власним життям.
14 березня 2022 року похований у рідному селі Луг.
Залишилися: мати, сестра та кохана дружина Діана Кукурудзяна — військовий медик, яка також отримала орден 3-го ступеня. І далі захищає країну.

## Нагороди
- звання Герой України з удостоєнням ордена «Золота Зірка» (19 березня 2022, посмертно) — за особисту мужність і героїзм, виявлені у захисті державного суверенітету та територіальної цілісності України, вірність військовій присязі[5].